# Случај матуранта Вагнера
„Случај матуранта Вагнера” је југословенски ТВ филм из 1976. године. Режирао га је Бранко Иванда а сценарио је написао Маријан Матковић

## Улоге
| Глумац           | Улога         |
| ---------------- | ------------- |
| Нада Абрус       |               |
| Џевад Алибеговић |               |
| Миљенка Андроић  |               |
| Зденка Анушић    |               |
| Хелена Буљан     |               |
| Томислав Цепеља  |               |
| Антониа Цутић    |               |
| Ервина Драгман   |               |
| Лана Голоб       |               |
| Бисерка Ипса     |               |
| Љубо Капор       |               |
| Марија Кон       | Луција Вагнер |
| Божена Краљева   |               |
| Драго Крча       | Равнатељ      |
| Свен Ласта       | Разредник     |
| Отокар Левај     |               |
| Борис Михољевић  | Фотограф      |

Остале улоге  ▼
| Глумац               | Улога          |
| -------------------- | -------------- |
| Слободан Миловановић |                |
| Нико Павловић        |                |
| Зоран Покупец        |                |
| Жарко Поточњак       | Фрањо Пуцељски |
| Звонимир Рогоз       | Стари Вагнер   |
| Весна Смиљанић       |                |
| Нада Суботић         |                |
| Бранко Супек         |                |
| Душко Валентић       | Емил Вагнер    |
| Круно Валентић       |                |
| Златко Витез         | Ерик           |
| Вјера Загар Нардели  |                |
| Стево Жигон          | Филип Вагнер   |